# Брона
Бро́на или Бро́нё (нем. Brohna; в.-луж. Bronjoо файле) — деревня в Верхней Лужице, Германия. Входит в состав коммуны Радибор района Баутцен в земле Саксония. Подчиняется административному округу Дрезден.

## География
Соседние населённые пункты: на севере — деревня Лютобч, на востоке — деревня Хвачицы, на юго-западе — деревня Кёлльн, на западе — деревня Милкецы и на северо-западе — административный центр общины Радибор.

## История
Впервые упоминается в 1290 году под наименованием Nicolaus de Bronowe.
С 1936 года входит в современную коммуну Радибор.
В настоящее время деревня входит в состав культурно-территориальной автономии «Лужицкая поселенческая область», на территории которой действуют законодательные акты земель Саксонии и Бранденбурга, содействующие сохранению лужицких языков и культуры лужичан.
Серболужицкие исторические наименования
- Bron, 1712
- Bronje, 1800
- Broń, 1835
- Bronjo, 1886

Немецкие исторические наименования
- Nicolaus de Bronowe, 1290
- Bron, 1414
- Brohn, Brone, 1517
- Bronaw, 1519
- Brone, 1522
- Brun, 1540
- Bronau, 1658
- Brana, Brona, 1791
- Brahne, 1866
- Brohna, 1908

## Население
Официальным языком в населённом пункте, помимо немецкого, является также верхнелужицкий язык.
Согласно статистическому сочинению «Dodawki k statisticy a etnografiji łužickich Serbow» Арношта Муки в 1884 году проживало 114 человек (из них — 111 серболужичан (97 %)).
| 1834 | 1871 | 1890 | 1910 | 1925 | 2011 | 2016 |
| ---- | ---- | ---- | ---- | ---- | ---- | ---- |
| 105  | 125  | 108  | 118  | 136  | 116  | 130  |

## Достопримечательности
Памятники культуры и истории земли Саксония
- Betkreuz, 1786 год (№ 09253196)
- Betkreuz, 1888 год, около д. 17 (№ 09253194)
- Betkreuz, 1828 год (№ 09253195)
- Wegestein, первая половина XIX века (№ 09253197)

## Известные жители и уроженцы
- Ян Мешканк (1905—1972) — лужицкий писатель, педагог и общественный деятель